# Хюрън (Южна Дакота)
Хюрън (на английски: Huron) е град в северната част на Съединените американски щати, административен център на окръг Бийдъл в щата Южна Дакота. Населението му е около 12 600 души (2010).
Разположен е на 390 метра надморска височина в Големите равнини, на десния бряг на река Джеймс и на 150 километра северозападно от Сиукс Фолс. Селището е създадено през 1880 година от Чикагската и северозападна железница и е инкорпорирано през 1883 година, като през следващите години е сред кандидатите за столица на щата.

## Известни личности
Родени в Хюрън
- Джон Кинг Феърбанк (1907 – 1991), синолог